# Tamza
Tamza (em árabe: تامزة) é uma cidade e comuna localizada na província de Khenchela, Argélia. Segundo o censo de 2008, a população total da cidade era de 8 617 habitantes.